# 列支敦斯登的岡達克爾

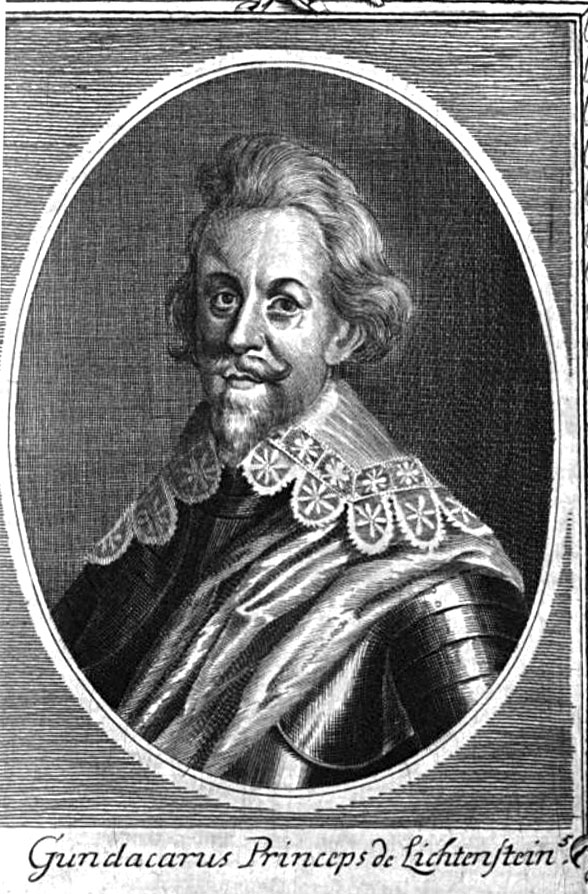

列支敦斯登的岡達克爾（德語：Gundaker von Liechtenstein，1580年1月30日—1658年8月5日），反宗教革命時期效忠哈布斯堡王朝的一位政治家，是第一代列支敦斯登親王卡爾一世的弟弟。

## 家庭
1603年，岡達克爾和東菲士蘭的阿格尼絲結婚，兩人共有1子2女：
1. 朱麗安娜（1605年—1658年）
2. 瑪希米蓮娜（1608年—1642年）
3. 哈特曼（法语：Hartmann de Liechtenstein）（1613年—1686年），安東·佛洛里安的父親